# Centralnyj rynok (stanice metra v Charkově)
Centralnyj rynok (ukrajinsky Центральний ринок), v doslovném překladu Centrální trh je stanice charkovského metra na Cholodnohirsko-Zavodské lince.

## Charakteristika
Stanice je dvojlodní, obklad pilířů je z hnědého mramoru a stanice je obložena šedým mramorem.
Stanice má dva vestibuly, oba vestibuly mají celkově pět východů, všechny východy ústí na Mašynobudinykivský prospekt. Vestibul je s nástupištěm propojen schodištěm.